# Fuschl am See
Fuschl am See è un comune austriaco di 1 512 abitanti nel distretto di Salzburg-Umgebung, nel Salisburghese. Ospita la sede centrale della Red Bull, società produttrice della bevanda energetica Red Bull.